# Benson Shilongo
Benson Shilongo (ur. 18 maja 1992 w Ongwediva) – namibijski piłkarz występujący na pozycji napastnika w Al-Hilal Bengazi. Jest również reprezentantem Namibii.